# Idlewild

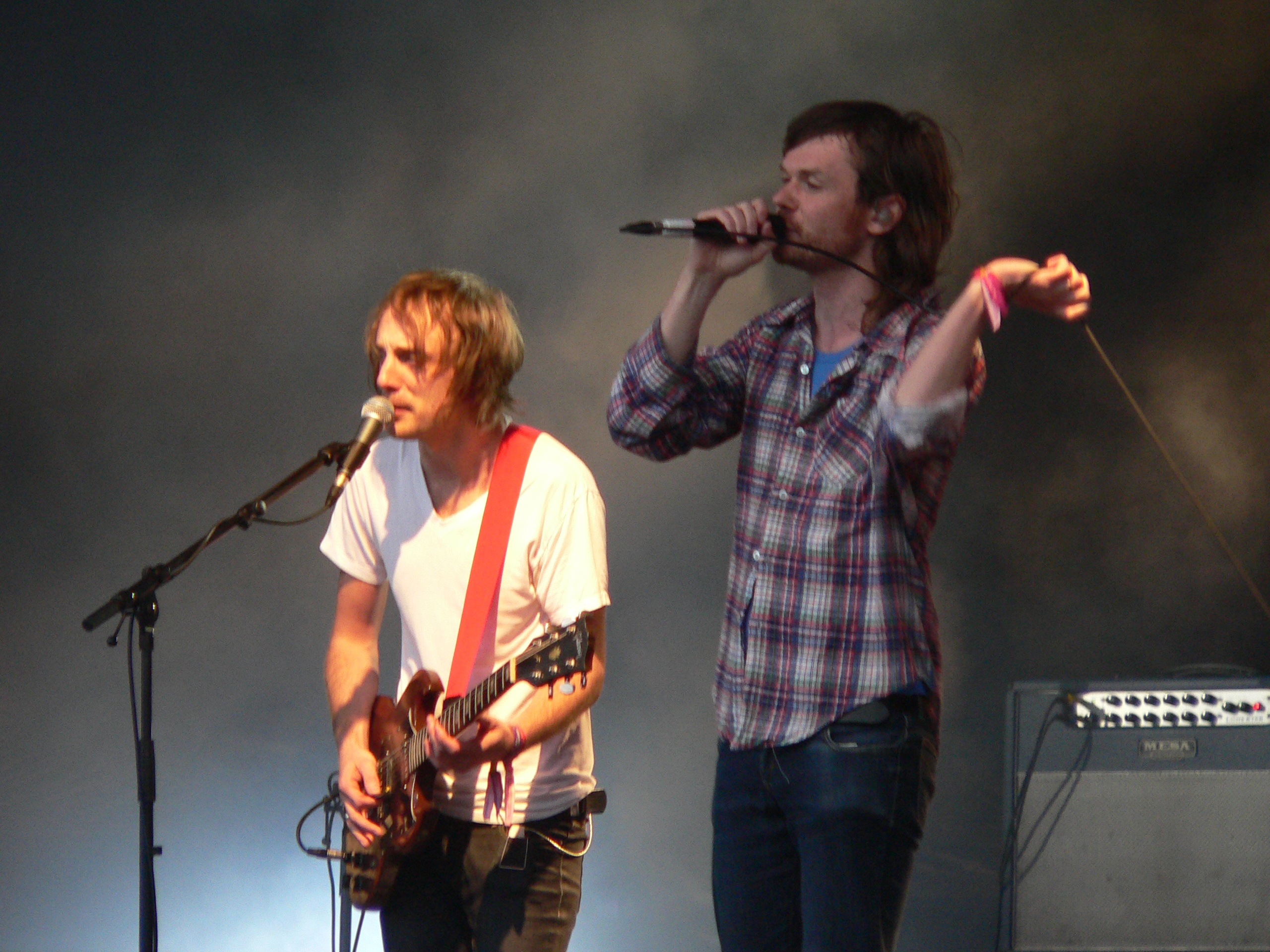
Idlewild in 2007

Idlewild is een Schotse indieband die werd opgericht in 1995 in de Schotse hoofdstad Edinburgh.

## Geschiedenis
Idlewild bestond aanvankelijk uit zanger Roddy Woomble, gitaristen Rod Jones en Allan Stewart, bassist Gareth Russel en drummer Colin Newton. Allan Stewart en Gareth Russel verlieten de band; Andrew Mitchell en Luciano Rossi versterkten het overgebleven drietal.
De naam van de band verwijst naar een plaats in Woombles favoriete boek Anne of Green Gables. De groep kwam tot stand na een feestje waar het vijftal elkaar ontmoette en begon te praten over hun muzieksmaak. Al gauw bleek een zielsverwantschap en in de winter van 1995 werden de eerste nummers geschreven en gespeeld.
In 1996 gaf de band zijn eerste concert in de Subway Club in Edinburgh. Zo'n dertigtal personen, vooral vrienden, waren hierbij aanwezig en de concerten volgden elkaar hierna in snel tempo op. De groep had ook een plaats waar ze konden repeteren: het Cas Rock Cafe. Ze leerden ook andere bands uit de buurt kennen. Dit maakte het gemakkelijker om te kunnen optreden. De eerste single kwam er in 1997 onder de titel "Queen of the Troubled Teens".
De band klom opwaarts en meerdere malen werd een tournee door het Verenigd Koninkrijk gemaakt. Tot in 2007 trad Idlewild nadrukkelijk op het voorplan in de wereld van de britpop, alternatieve rock en indierock.
In 2015 verscheen de cd Everything Ever Written.

## Uitgebrachte singles en albums
- 1997: Chandelier, Queen of the troubled teens
- 1998: Captain, A film for the future, Everyone says you're so fragile, Hope is important, I'm a message
- 1999: When I argue I see shapes, Little discourage
- 2000: 100 broken windows, Actually it's darkness, Roseability, These wooden ideas
- 2002: American English, Living in a hiding place, The remote part, You held the world in your arms
- 2003: A modern way of letting go
- 2005: El Capitan, I understand it, Love steals us from loneliness, Warnings/Promises
- 2007: Make another world
- 2007: Scottish Fiction (Best Of)
- 2009: Post Electric Blues, Readers And Writers.
- 2015: Everything ever written